# Жаба Певцова
Жаба Певцова (лат. Bufotes pewzowi) — тетраплоидный вид зелёных жаб, обитающий в Центральной Азии. Вид назван в честь русского путешественника, исследователя Средней Азии, Михаила Васильевича Певцова.

## Описание
Длина тела 5,6—8,4 см. В отличие от среднеазиатской жабы, имеет короткую паротиду, длина которой превосходит ширину не более чем в 1,5 раза. Её задний конец часто притуплен. Сеголеток, личинка и кладка икры похожи на таковые у зелёной жабы. Личинки перед метаморфозом имеют общую длину 3,5—4 см и, в отличие от зелёной жабы, обладают почти чёрной окраской.

## Распространение
Обитает в сухих равнинах Центральной Азии, предгорьях и горах Тянь-Шаня, Джунгарского Алатау и Памира в Казахстане, Кыргызстане, Узбекистане и Таджикистане, в горах и пустынях запада Китая и Монголии. На запад может доходить до северного Афганистана. Во многих местах проживает совместно с диплоидной зелёной жабой.
В России встречается в горах на юге Республики Алтай в Кош-Агачском, Огудайском, Усть-Коксинском и Чемальском районах в долинах рек Чуя, Кокса, Карагем, Аргут и Катунь.

## Образ жизни и экология

### Биотопы
Населяет разнообразные биотопы от жарких равнинных и предгорных пустынь и полупустынь до холодных альпийских лугов и пустынь. В сухих местообитаниях встречается у воды. Предпочтение отдаёт влажным местам с обильной кустарниковой или травянистой растительностью. В горах предпочитает травянистые склоны и плато с ручьями, где может быть локально обильна. В Джунгарском Алатау может встречаться в смешанных и хвойных лесах, что нетипично для зелёных жаб.

### Активность
Терпима к широкому спектру температур от —30° C в высокогорьях зимой до +45° C на пустынных равнинах летом. Для пережидания неблагоприятных температур использует разнообразные убежища, которыми могут служить норы и полости в почве. Активна в основном в сумерках. Со второй половины октября по март—апрель жабы зимуют, прячась в летних убежищах или в горных ключах с температурой воды +3—6° C группами по 10—15 особей.

### Питание
Взрослые жабы питаются ползающими беспозвоночными, среди которых преобладают муравьи. Головастики питаются детритом.

### Размножение и развитие
Размножается с марта по июнь в стоячих и слабо проточных водоёмах, где иногда скапливается в больших количествах. В зависимости от высоты жабы приступают к размножению в разное время. Так, в июне в Джунгарском Алатау на высоте 2000 м над уровнем моря в водоёмах можно встретить икру и молодых головастиков, в то время как в предгорных водоёмах на высоте 700—900 м над уровнем моря головастики уже завершают метаморфоз. Водоёмы посещают в сумерках и темноте. Самцы начинают брачные крики уже на суше, постепенно переходя в водоёмы. Интересно, что брачный крик жабы Певцова отличается от зелёной жабы.
Весь цикл развития от откладки икры до метаморфоза занимает около 2,5 месяцев. Всё это время головастики предпочитают держаться у дна. В полупроточной и проточной воде они сносятся водой, что способствует расселению.

### Враги и защитное поведение
На жаб Певцова могут охотиться чёрный аист, речная крачка, змееяд, сорока, ворон. При этом основными врагами являются врановые. На головастиков могут охотиться хищные рыбы. 
Отмечено, что для защиты жаба Певцова может поднимать тело на задних ногах, прижимая голову к земле. Такая поза характерна для ядовитых земноводных, в том числе для жаб. Кроме того, для защиты глаз она может прижаться к земле и закрыть их передними лапами.

## Природоохранный статус
Занесена в Красную книгу России (2021, категория 2) как сокращающийся в численности вид. В остальных частях ареала обычна, в связи с чем Международным союзом охраны природы ей был присвоен статус «вида, вызывающего наименьшие опасения».

## Таксономия
В 1898 году Яков Владимирович Бедряга описал несколько подвидов зелёной жабы из Центральной Азии: B. viridis var. pewzowi, B. viridis var. strauchi и Bufo viridis var. grumgrzimailoi. Впоследствии оказалось, что все они являются тетраплоидами, и были выделены в отдельный вид под имеющим приоритет названием Bufo pewzowi.